# Percina bimaculata
Percina bimaculata är en fiskart som beskrevs av Haldeman, 1844. Percina bimaculata ingår i släktet Percina och familjen abborrfiskar. Inga underarter finns listade i Catalogue of Life.